# سیارک ۱۹۷۶۸
سیارک ۱۹۷۶۸ (به انگلیسی: 19768 Ellendoane، نامگذاری:2000OX14) نوزده هزار و هفتصد و شصت و هشتمین سیارک کشف شده‌است که در ۲۳ ژوئیه ۲۰۰۰ کشف شد.
قدر مطلق سیارک برابر ۱۷.۰ است.